# Disztópia

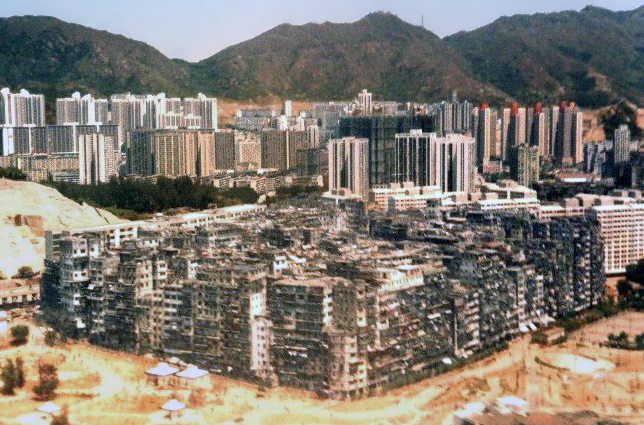
A kínai Kowloon Walled City sok modern disztópikus műnek volt az inspirációja

A disztópia (negatív utópia, antiutópia, ellenutópia) valamilyen, a jelenleginél rosszabb világ/társadalom víziója. Az utópia negatív változata.

## Előfordulása
Disztópikus társadalom számos művészi alkotásban megjelenik, ezek többsége a jövőben játszódik. A különböző irodalmi művekben vagy filmalkotásokban az ilyen társadalmakat általában elembertelenedés, atomháború, elnyomó, totalitárius rendszerek uralma, természeti vagy társadalmi katasztrófa jellemzi, amely a társadalom drámai hanyatlásához vezet. Gyakran ínség, szegénység, elnyomás, erőszak, járványok, szennyeződések lépnek fel. Az ábrázolásmód gyakran ironikus vagy szatirikus. Gyakori motívum, hogy a látszólag rendezett, boldog társadalomban élő főszereplő fokozatosan ismeri fel a rendszer elnyomó, az egyéniséget, önállóságot nem tűrő jellegét (pl. a Szép új világ vagy az 1984 hőse). A disztópiát bemutató alkotások gyakran valós világproblémákra hívják fel a figyelmet, legyen az társadalmi, környezeti, politikai, gazdasági, vallási, pszichológiai, etikai, tudományos vagy technológiai jellegű. Néhány szerző a fogalmat olyan, a valóságban létező társadalmi formákra is alkalmazza, jellemzően totalitárius államokra, ahol úgy érzik, a társadalom szétesőben van és az összeomlás felé közeledik.

## Irodalom

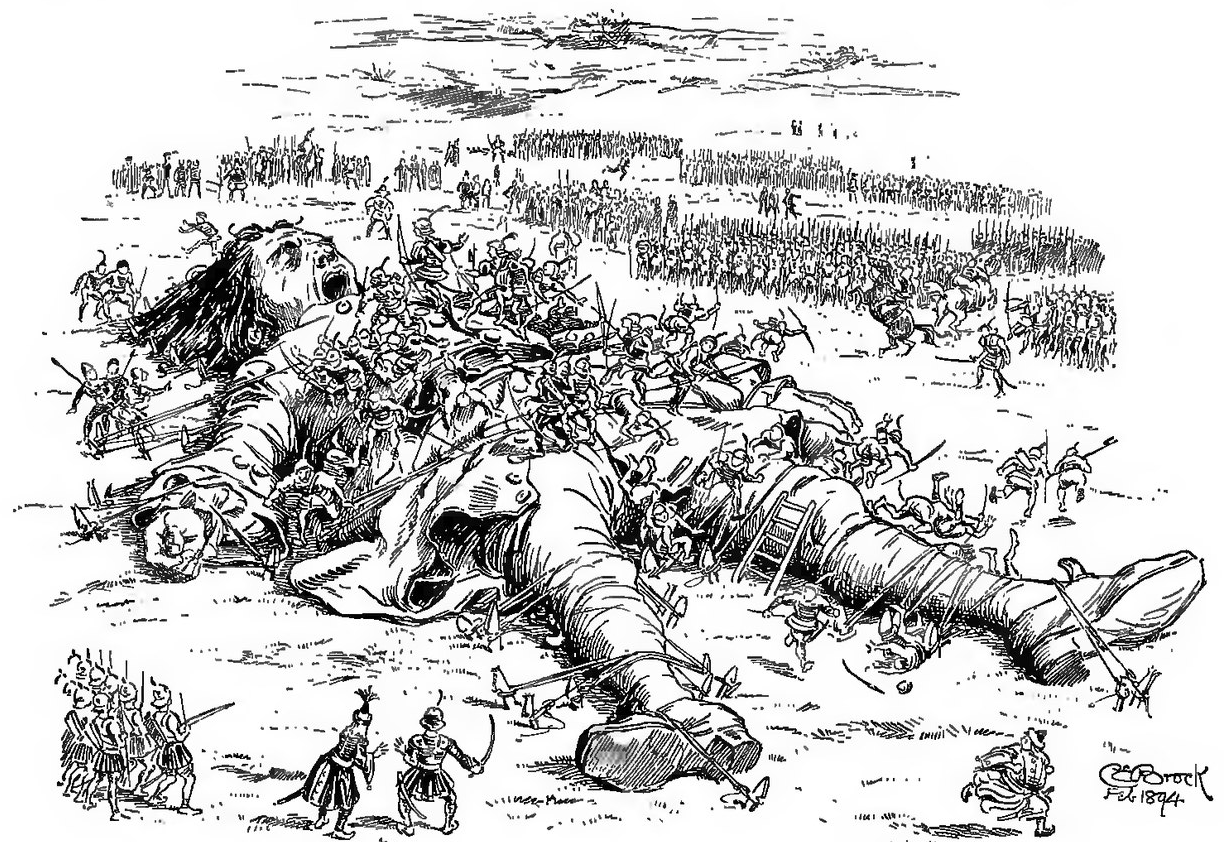
Jonathan Swift: Gulliver a törpék országában, illusztráció

## Filmművészet
- Alphaville
- Az időgép
- Brazil
- 451 Fahrenheit
- 1984
- Gattaca
- Az ember gyermeke
- Equilibrium
- V mint Vérbosszú
- 12 majom
- Metropolis
- Mátrix; Mátrix – Újratöltve; Mátrix – Forradalmak
- Zöld szója
- Szárnyas fejvadász
- Hegylakó 2.
- Waterworld – Vízivilág
- A jövő hírnöke
- Mad Max
- Hülyék Paradicsoma
- Cyborg – A robotnő
- Neon City
- Terminátor – A halálosztó
- Lopott idő
- Logan futása
- A sziget
- Az éhezők viadala
- A beavatott
- Dark City
- Modern idők
- Truman Show
- Elysium – Zárt világ
- Valós halál
- Vongozero, menekülés a tóhoz
- Laserhawk kapitány: Egy Blood Dragon-történet

## A szó eredete
A görög δυσ- (disz) prefixum (jelentése ’beteg’, ’rossz’ vagy ’abnormális’) és a ’hely’ jelentésű τόπος (toposz) szó összetételéből.